# Jarlmanns saga og Hermanns
Jarlmanns saga og Hermanns (o la saga de Jarlmann y Hermann) es una de las sagas caballerescas escrita en nórdico antiguo y fechada hacia el siglo XIV. Sobreviven unos sesenta manuscritos, el más antiguo pertenece al siglo XV, lo que presupone fue un relato muy popular. La saga sigue el patrón de una dama que debe ser rescatada como misión principal, donde aparece la figura del caballero galán, y se estructura en torno a varios requiebros, pretendientes rivales, y el secuestro de la novia. La saga termina con final feliz y una doble boda.